# Kevin Csoboth
Kevin Csoboth (Pécs, 20 juni 2000) is een Hongaarse profvoetballer die als aanvaller speelt voor de Hongaarse club Újpest en het Hongaarse nationale team.

## Clubcarrière
Csoboth maakte zijn debuut bij SL Benfica B op 2 december 2019 tegen CD Mafra, en scoorde een week later zijn eerste doelpunt tegen CD Feirense. In november 2020 werd hij uitgeroepen tot man van de wedstrijd na een indrukwekkend optreden tegen CD Cova da Piedade. Ondanks een nieuw contractaanbod in januari 2021, besloot hij na vijf jaar te vertrekken uit Lissabon.
In augustus 2021 tekende hij bij MOL Fehérvár, maar een halfjaar later vertrok hij op huurbasis naar Szeged-Csanád.
Een jaar later, in augustus 2022, maakte hij de overstap naar Újpest. Bij zijn debuut op 26 augustus tegen Paksi SE liet hij direct van zich horen in de Magyar Kupa met een doelpunt in een 6-1 overwinning. Zijn eerste competitiedoelpunt voor Újpest volgde in november tegen zijn oude club Fehérvár FC. Csoboth blonk uit met een hattrick tegen Zalaegerszegi TE en verlengde in mei 2023 zijn contract met Újpest tot 2027.

## Interlandcarrière
Csoboth debuteerde in het Hongaarse nationale team op 23 maart 2023 in een vriendschappelijke wedstrijd tegen Estland, waarbij hij in de 76e minuut als vervanger van Dominik Szoboszlai het veld betrad. Op 14 mei 2024 werd hij geselecteerd voor de Hongaarse selectie voor EK voetbal 2024. Tijdens de laatste groepswedstrijd van Hongarije op het toernooi scoorde Csoboth zijn eerste internationale doelpunt in de tiende minuut van de blessuretijd. Dit doelpunt, dat Hongarije een 1–0 overwinning tegen Schotland opleverde, werd gescoord na 99 minuten en 32 seconden en was daarmee het laatste doelpunt ooit in de geschiedenis van het EK voetbal, exclusief verlenging. Desondanks werd Hongarije in de groepsfase uitgeschakeld.
1 Gulácsi ·
2 Lang ·
3 Balogh ·
4 Szalai ·
5 Fiola ·
6 Orbán ·
7 Négo ·
8 Á. Nagy ·
9 Ádám ·
10 Szoboszlai  ·
11 Kerkez ·
12 Dibusz ·
13 Schäfer ·
14 Bolla ·
15 Kleinheisler ·
16 Gazdag ·
17 Styles ·
18 Z. Nagy ·
19 Varga ·
20 Sallai ·
21 Botka ·
22 Szappanos ·
23 Csoboth ·
24 Dárdai ·
25 Horváth ·
26 Kata ·
Coach: Rossi